# We ate the show!!
『We ate the Show!!』（ウイー・エイト・ザ・ショー）は、日本のロックバンド、POLYSICSのライブアルバム。2008年10月29日、キューンレコードよりリリース。

## 概要
- バンド初のライブアルバム。CD+DVDの2枚組で発売された。
- 音源・映像はともにアルバム『We ate the machine』を引っさげて行われたツアー"POLYSICS WORLD TOUR OR DIE 2008!!!!〜ハミ出ろ!!怒濤のワキワキ・ジャパンツアー!!!!〜"の最終公演、2008年6月29日に東京都江東区の新木場STUDIO COASTにて行われた"POLYSICS WORLD TOUR OR DIE 2008!!!!〜ハミ出た!!キバキバ新木場・ジャパンツアーファイナル!!!!〜"の模様を収録している。
- DVDはライブが完全収録されているが、CDは収録時間の関係か、数曲カットされている。
- ジャケット写真は、「ワチュワナドゥー」を演奏中にハヤシがビールを一気飲みしている最中の写真である。
- 当作品発売時点では、「P!」は音源としてはリリースされていない（映像としては「KARATE HOUSE」初回盤DVDが初出）。
- 本作収録ライブ前、「Moog is Love」英語歌唱版のミュージック・ビデオ撮影が行われた。完成品は、実際のライブ映像と混ぜられたものになっている[1]。

## 収録曲
ここではDVDの収録曲を記述。なお、曲名の後に(※)がついているものはCD未収録曲である。CD収録曲についてはタイムも記述する。
1. Moog is Love (5:21)
2. Pretty Good (3:02)
3. Mind Your Head (3:12)
4. PEACH PIE ON THE BEACH (2:55)
5. NEW WAVE JACKET (2:59)
6. Kagayake (2:54)
7. Uno Dos (※)
8. ズーバーマン (2:41)
9. ポニーとライオン (3:22)
10. I My Me Mine (3:22)
11. Rocket (2:58)
12. COMMODOLL (※)
13. DNA Junction (※)
14. ありがとう (※)
15. ワトソン (2:13)
16. Tei! Tei! Tei! (2:36)
17. 機械食べちゃいました (2:47)
18. ワチュワナドゥー (1:48)
19. Digital Coffee (3:22)
20. P! (※)
21. シーラカンス イズ アンドロイド (2:51)
22. KAJA KAJA GOO (3:14)
23. Dry or Wet (3:43)
24. BUGGIE TECHINICA (2:39)
25. Baby BIAS (2:54)
26. Electric Surfin' Go Go (4:13)
27. イロトカゲ (※)
28. URGE ON!! (※)
29. Boys & Girls (※)

- 全作詞・作曲：Hiroyuki Hayashi　編曲：POLYSICS
- (#2,7,8,11,19) 作詞・作曲：Hiroyuki Hayashi & Fumi
- (#18) 作詞・作曲：Fumi
- (#21) 作詞：Hiroyuki Hayashi 作曲：Fumi